# Горелик Лев Григорович
Лев Григорович Горелик (рос. Лев Григорьевич Горелик; нар. 28 січня 1992) — російський та ізраїльський футболіст, воротар клубу «Хапоель» (Іксал).

## Життєпис
Вихованець петербурзького «Зеніту», але за дорослу команду клубу не зіграв жодного офіційного матчу. Дорослу футбольну кар'єру розпочав в аматорських колективах Санкт-Петербурга СДЮСШОР «Зеніт», «ДЮСШ-2-Петер-Сервіс» та «Невський фронт». Напередодні старту сезону 2012/13 років підписав свій перший професіональний контракт, з «Карелією». У футболці петрозаводського клубу дебютував 17 серпня 2012 року в програному (0:1) домашнього поєдинку 6-го туру зони «Захід» Другого дивізіону Росії проти московського «Локомотива-2». На 85-й хвилині основний воротар клубу Арнольд Крегер отримав червону картку, тому на 88-й хвилині Лев замінив польового гравця Станіслава Яблокова. У сезоні 2012/13 років залишався дублером Арнольда Крегера, тому встиг зіграти лише в 8-ми матчах Другого дивізіону. У пошуках ігрової практики вирішив змінити клуб, став гравцем «Пскова-747». У футболці псковського колективу дебютував 7 травня 2014 року в переможному (3:1) домашньому поєдинку 29-го туру зони «Захід» Другого дивізіону Росії проти костромського «Спартака». Горелик вийшов на поле в стартовому складі та відіграв увесь матч. Проте й у новому клубі не отримував ігрової практики, лише в травні 2014 року провів 4 пожлинки в Другому дивізіоні. У 2015 році виїхав до окупованого Криму, виступав у фейковому клубі «ТСК-Таврія» в так званій «Прем'єр-лізі КФС», в якій провів 4 поєдинки.
На початку січня 2018 року виїхав до Ізраїлю, де став гравцем «Маккабі» (Герцлія). Завдяки єврейському походженню в ізраїльському чемпіонаті не вважається легіонером. У футболці герцлійського клубу дебютував 12 січня 2018 року в переможному (1:0) виїзному поєдинку 18-го туру Ліги Леуміт проти «Іроні» (Нешера). Лев вийшов на поле в стартовому складі та відіграв увесь матч. З січня по березень 2018 року зіграв 10 матчів у Лізі Леуміт. Після цього захищав кольори нижчолігових ізраїльських клубів «Маккабі Іроні» (Сдерот), |«Маккабі Іроні» (Кір'ят-Ата), «Маккабі» (Тамбра) та «Маккабі» (Тират-Кармель). З 2021 року захищає ворота «Хапоеля» (Іксал).